# Leucauge polita
Leucauge polita là một loài nhện trong họ Tetragnathidae.
Loài này thuộc chi Leucauge. Leucauge polita được Eugen von Keyserling miêu tả năm 1893.